# Aircargo Agliana Calcio Femminile 2004-2005
Questa voce raccoglie le informazioni riguardanti la Aircargo Agliana Calcio Femminile nelle competizioni ufficiali della stagione 2004-2005.

## Divise e sponsor
Sponsor: Aircargo Italia

## Rosa
| N. |                   | Ruolo | Calciatrice                 |
| -- | ----------------- | ----- | --------------------------- |
|    | Italia (bandiera) | P     | Michela Cupido              |
|    | Italia (bandiera) | P     | Antonella Frediani          |
|    | Italia (bandiera) | D     | Elena Bruno                 |
|    | Italia (bandiera) | D     | Chiara Cacciatori           |
|    | Italia (bandiera) | D     | Francesca Cagetti           |
|    | Italia (bandiera) | D     | Elisa Passaglia             |
|    | Italia (bandiera) | D     | Sara Staropoli              |
|    | Italia (bandiera) | D     | Cristina Ugolini            |
|    | Italia (bandiera) | C     | Silvia Baldi                |
|    | Italia (bandiera) | C     | Monica Colombino (capitano) |

| N. |                   | Ruolo | Calciatrice          |
| -- | ----------------- | ----- | -------------------- |
|    | Italia (bandiera) | C     | Arianna D'Agostino   |
|    | Italia (bandiera) | C     | Caterina Di Costanzo |
|    | Italia (bandiera) | C     | Sara Ercoli          |
|    | Italia (bandiera) | C     | Paola Mauro          |
|    | Italia (bandiera) | C     | Carolina Pini        |
|    | Italia (bandiera) | C     | Ilaria Pizzichi      |
|    | Italia (bandiera) | C     | Veronica Tardelli    |
|    | Italia (bandiera) | A     | Serena Ciardelli     |
|    | Italia (bandiera) | A     | Silvia Fuselli       |
|    | Italia (bandiera) | A     | Katia La Morte       |

## Calciomercato

### Sessione estiva
| Acquisti | Acquisti | Acquisti | Acquisti |
| R.       | Nome     | da       | Modalità |
| -------- | -------- | -------- | -------- |
|          |          |          |          |

| Cessioni | Cessioni | Cessioni | Cessioni |
| R.       | Nome     | a        | Modalità |
| -------- | -------- | -------- | -------- |
|          |          |          |          |

## Risultati

### Serie A

#### Girone di andata
| Agliana 9 ottobre 2004, ore 15:00 CEST 1ª giornata | Agliana | 2 – 1 | Fiammamonza | Stadio comunale Germano Bellucci |

| Reggio Emilia 23 ottobre 2004, ore 15:00 CEST 2ª giornata | Reggiana | 0 – 2 | Agliana |  |

| Torino 30 ottobre 2004, ore 14:30 CET 3ª giornata | Torino | 2 – 2 | Agliana | Stadio Primo Nebiolo |

| Arbitro: | Ortolano |

|             |           |                     |
| Magrini 40’ | Marcatori | 53’ (rig.) Tardelli |

| Arbitro: | Benelli |

|              |           |                                         |
| Tardelli 38’ | Marcatori | 28’ Colasuonno 65’ D'Astolfo 83’ Parejo |

| 18 dicembre 2004, ore 14:30 CET 6ª giornata | A.D. Decimum Lazio | 1 – 6 | Agliana |  |

| Agliana 8 gennaio 2005, ore 14:30 CET 7ª giornata | Agliana | 3 – 1 | Vallassinese Holcim | Stadio comunale Germano Bellucci |

| Arbitro: | Barbiero (Vicenza) |

|                                                |           |  |
| Tagliacarne 64’ (rig.) Di Filippo 90+3’ (rig.) | Marcatori |  |

| Agliana 22 gennaio 2005, ore 14:30 CET 9ª giornata                    | Agliana   | 1 – 2 referto             | Bardolino Verona | Stadio comunale Germano Bellucci |
| \| \| \| \| \| Baldi 88’ \| Marcatori \| 44’ Pasqui 67’ Gabbiadini \| |           |                           |                  |                                  |
|                                                                       |           |                           |                  |                                  |
| Baldi 88’                                                             | Marcatori | 44’ Pasqui 67’ Gabbiadini |                  |                                  |

| Arbitro: | Lunardon (Busto Arsizio) |

|                              |           |  |
| Gazzoli 11’, 81’ Valenti 65’ | Marcatori |  |

| Agliana 5 febbraio 2005, ore 14:30 CET 11ª giornata | Agliana | 0 – 1 | ACF Milan | Stadio comunale Germano Bellucci |

#### Girone di ritorno
| Monza 12 febbraio 2005, ore 14:30 CET 12ª giornata | Fiammamonza | 3 – 0 | Agliana | Stadio Gino Alfonso Sada |

| Agliana 19 febbraio 2005, ore 15:00 CET 13ª giornata | Agliana | 1 – 2 | Reggiana | Stadio comunale Germano Bellucci |

| Agliana 26 febbraio 2005, ore 14:30 CET 14ª giornata | Agliana | 2 – 1 | Torino | Stadio comunale Germano Bellucci |

| Agliana 5 marzo 2005, ore 15:00 CET 15ª giornata | Agliana | 0 – 6 | Vigor Senigallia | Stadio comunale Germano Bellucci |

| Arbitro: | Di Stefano (Alghero) |

|                              |           |                                           |
| Parejo 7’ Serra 90+2’ (rig.) | Marcatori | 18’ Tardelli 51’ Ciardelli 90’ D'Agostino |

| Agliana 2 aprile 2005, ore 15:00 CEST 17ª giornata | Agliana | 5 – 0 | A.D. Decimum Lazio | Stadio comunale Germano Bellucci |

| 9 aprile 2005, ore 15:00 CEST 18ª giornata | Vallassinese Holcim | 0 – 1 | Agliana |  |

| Arbitro: | Perrotta (Tivoli) |

|                           |           |                |
| Ciardelli 42’ Fuselli 69’ | Marcatori | 10’ Di Filippo |

| Calmasino, Bardolino 7 maggio 2005, ore 15:00 CEST 20ª giornata | Bardolino Verona | 4 – 2 | Agliana | Stadio comunale Belvedere |

| Arbitro: | Costantini (Perugia) |

|             |           |                        |
| Fuselli 81’ | Marcatori | 74’ Conti 86’ Pedersen |

| Milano 21 maggio 2005, ore 15:00 CEST 22ª giornata | ACF Milan | 0 – 0 | Agliana | Arena Civica |

### Coppa Italia
Girone 15
| Agliana 11 settembre 2004, ore 15:00 CEST Primo turno - 1ª giornata | Agliana | 7 – 0 | Valdarno | Stadio comunale Germano Bellucci |

| 19 settembre 2004, ore 15:00 CEST Primo turno - 2ª giornata | Livorno | 0 – 4 | Agliana |  |

| Agliana 25 settembre 2004, ore 17:00 CEST Primo turno - 3ª giornata | Agliana | 4 – 0 | Atletico Pisa 2003 | Stadio comunale Germano Bellucci |

| Agliana 16 ottobre 2004, ore 15:00 CEST Secondo turno - Andata | Agliana | 0 – 1 | Reggiana | Stadio comunale Germano Bellucci |

| 7 novembre 2004 Secondo turno - Ritorno | Reggiana | 1 – 0 | Agliana |  |

## Statistiche

### Statistiche di squadra
| Competizione | Punti | In casa | In casa | In casa | In casa | In casa | In casa | In trasferta | In trasferta | In trasferta | In trasferta | In trasferta | In trasferta | Totale | Totale | Totale | Totale | Totale | Totale | DR  |
| Competizione | Punti | G       | V       | N       | P       | Gf      | Gs      | G            | V            | N            | P            | Gf           | Gs           | G      | V      | N      | P      | Gf     | Gs     | DR  |
| ------------ | ----- | ------- | ------- | ------- | ------- | ------- | ------- | ------------ | ------------ | ------------ | ------------ | ------------ | ------------ | ------ | ------ | ------ | ------ | ------ | ------ | --- |
| Serie A      | 30    | 11      | 5       | 0       | 6       | 18      | 20      | 11           | 4            | 3            | 4            | 17           | 18           | 22     | 9      | 3      | 10     | 35     | 38     | -3  |
| Coppa Italia | -     | 3       | 2       | 0       | 1       | 11      | 1       | 2            | 1            | 0            | 1            | 4            | 1            | 5      | 3      | 0      | 2      | 15     | 2      | +13 |
| Totale       | -     | 14      | 7       | 0       | 7       | 29      | 21      | 13           | 5            | 3            | 5            | 21           | 19           | 27     | 12     | 3      | 12     | 50     | 40     | +10 |

### Andamento in campionato
| Giornata  | 1 | 2 | 3 | 4 | 5 | 6 | 7 | 8 | 9 | 10 | 11 | 12 | 13 | 14 | 15 | 16 | 17 | 18 | 19 | 20 | 21 | 22 |
| --------- | - | - | - | - | - | - | - | - | - | -- | -- | -- | -- | -- | -- | -- | -- | -- | -- | -- | -- | -- |
| Luogo     | C | T | T | C | T | C | T | C | T | C  | T  | T  | C  | C  | T  | C  | T  | C  | T  | C  | T  | C  |
| Risultato | V | V | N | N | P | V | V | P | P | P  | P  | P  | P  | V  | P  | V  | V  | V  | V  | P  | P  | N  |
| Posizione | 1 | 1 |   |   |   |   | 4 | 4 |   |    |    |    |    |    |    |    |    |    |    |    | 6  | 6  |

Legenda:

Luogo: C = Casa; T = Trasferta. Risultato: V = Vittoria; N = Pareggio; P = Sconfitta.

### Statistiche delle giocatrici
| Giocatore      | Serie A  | Serie A | Serie A     | Serie A    | Coppa Italia | Coppa Italia | Coppa Italia | Coppa Italia | Totale   | Totale | Totale      | Totale     |
| Giocatore      | Presenze | Reti    | Ammonizioni | Espulsioni | Presenze     | Reti         | Ammonizioni  | Espulsioni   | Presenze | Reti   | Ammonizioni | Espulsioni |
| -------------- | -------- | ------- | ----------- | ---------- | ------------ | ------------ | ------------ | ------------ | -------- | ------ | ----------- | ---------- |
| S. Baldi       | ?        | ?       | ?           | ?          | ?            | ?            | ?            | ?            | ?        | ?      | ?           | ?          |
| E. Bruno       | ?        | ?       | ?           | ?          | ?            | ?            | ?            | ?            | ?        | ?      | ?           | ?          |
| C. Cacciatori  | ?        | ?       | ?           | ?          | ?            | ?            | ?            | ?            | ?        | ?      | ?           | ?          |
| F. Cagetti     | ?        | ?       | ?           | ?          | ?            | ?            | ?            | ?            | ?        | ?      | ?           | ?          |
| S. Ciardelli   | ?        | ?       | ?           | ?          | ?            | ?            | ?            | ?            | ?        | ?      | ?           | ?          |
| M. Colombino   | ?        | ?       | ?           | ?          | ?            | ?            | ?            | ?            | ?        | ?      | ?           | ?          |
| M. Cupido      | ?        | ?       | ?           | ?          | ?            | ?            | ?            | ?            | ?        | ?      | ?           | ?          |
| A. D'Agostino  | ?        | ?       | ?           | ?          | ?            | ?            | ?            | ?            | ?        | ?      | ?           | ?          |
| C. Di Costanzo | ?        | ?       | ?           | ?          | ?            | ?            | ?            | ?            | ?        | ?      | ?           | ?          |
| S. Ercoli      | ?        | ?       | ?           | ?          | ?            | ?            | ?            | ?            | ?        | ?      | ?           | ?          |
| A. Frediani    | ?        | ?       | ?           | ?          | ?            | ?            | ?            | ?            | ?        | ?      | ?           | ?          |
| S. Fuselli     | ?        | ?       | ?           | ?          | ?            | ?            | ?            | ?            | ?        | ?      | ?           | ?          |
| K. La Morte    | ?        | ?       | ?           | ?          | ?            | ?            | ?            | ?            | ?        | ?      | ?           | ?          |
| P. Mauro       | ?        | ?       | ?           | ?          | ?            | ?            | ?            | ?            | ?        | ?      | ?           | ?          |
| E. Passaglia   | ?        | ?       | ?           | ?          | ?            | ?            | ?            | ?            | ?        | ?      | ?           | ?          |
| C. Pini        | ?        | ?       | ?           | ?          | ?            | ?            | ?            | ?            | ?        | ?      | ?           | ?          |
| I. Pizzichi    | ?        | ?       | ?           | ?          | ?            | ?            | ?            | ?            | ?        | ?      | ?           | ?          |
| S. Staropoli   | ?        | ?       | ?           | ?          | ?            | ?            | ?            | ?            | ?        | ?      | ?           | ?          |
| V. Tardelli    | ?        | ?       | ?           | ?          | ?            | ?            | ?            | ?            | ?        | ?      | ?           | ?          |
| C. Ugolini     | ?        | ?       | ?           | ?          | ?            | ?            | ?            | ?            | ?        | ?      | ?           | ?          |